# Stazione di Olgiate Comasco
La stazione di Olgiate Comasco era una stazione ferroviaria posta lungo la linea Como-Varese che fra il 1885 e il 1966 serviva il comune di Olgiate Comasco.

## Storia
La stazione entrò in servizio il 5 luglio 1885, contemporaneamente alla linea ferroviaria da Como a Varese esercita dalla Società per le Ferrovie del Ticino (SFT).
Nel 1888 l'esercizio della linea passò alle Ferrovie Nord Milano.
Il 14 dicembre 1948 venne attivato l'esercizio a trazione elettrica, a corrente continua alla tensione di 3 kV.
L'esercizio della linea venne soppresso il 31 luglio 1966, e gli impianti vennero smantellati dopo breve tempo.
Dopo essere stato utilizzato come abitazione, nel 2022 lo stabile della ex-stazione venne rilevato dal comune di Olgiate Comasco.

## Strutture e impianti
Era costituita da due binari per la circolazione dei treni e un binario per lo scalo merci. Davanti alla stazione è presente una pensilina in pietra, in parte trasformata in magazzino. Dopo la chiusura della linea il fabbricato viaggiatori fu adibito ad abitazione privata.
A poca distanza della stazione si trova il casello 11 e dopo di essa la linea incrociava la SP23 Lomazzo-Bizzarone e la ferrovia transitava per mezzo di un sovrappasso.